# Dunharg
Dunharg (Engels: Dunharrow) is in de fictieve wereld van In de Ban van de Ring van J.R.R. Tolkien een prehistorisch fort, lang geleden gebruikt door de bergbewoners. Toen de Rohirrim hun nieuwe land verkenden, stuitten zij op dit fort. Het bestond uit een steil kronkelend pad, dat naar een hooggelegen, met gras begroeid plateau leidde: het Firienfeld, aan alle kanten door de Witte Bergen omringd. Waar de paden een bocht maakten, stonden mysterieuze stenen beelden die waarschijnlijk Wilde Mannen voorstelden.

## Geografie
De vallei waarin Dunharg ligt heet het Hargdal (Engels: Harrowdale). Het Hargdal was een van de lenen van Rohan en tijdens de Oorlog om de Ring werd het bestuurd door Dúnhere.
Vanaf het Firienfeld, dieper de bergen in ligt het bos Dimholt en uiteindelijk de toegang tot de Paden der doden, onder de bergen Irensaga (Nederlands: IJzerzaag), Starkhorn en de Dwimorberg (Nederlands: Geestenberg - vergelijk ook met Dwimordene, de naam die in Rohan gegeven werd aan Lothlórien.

## Oorlog om de Ring
Tijdens de Oorlog om de Ring stuurde Koning Théoden de vrouwen en kinderen van Edoras hiernaartoe terwijl hij zijn leger terugtrok naar Helmsdiepte. Later verzamelde hij hier een leger van zesduizend man om naar Gondor toe te marcheren, dat toen in ernstige nood was.
Zie ook: Lijst van koningen van Rohan